# Wühlwölfe
Die Wühlwölfe (Arctosa) bilden eine zahlenmäßig große Gattung innerhalb der Familie der Wolfspinnen (Lycosidae), die zur Ordnung der Webspinnen zählt. Arten dieser Gattung sind nahezu weltweit vorhanden.

## Merkmale

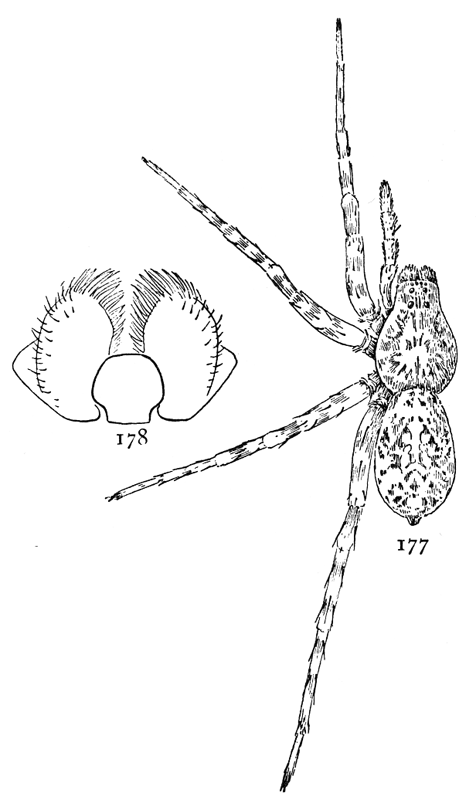
Schematik eines Weibchens von Arctosa littoralis und dessen Labium, Ausschnitt aus The Common Spiders of the United States von Ginn & Company. Boston. (1902)

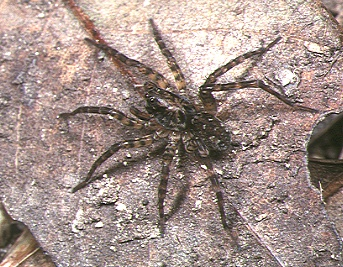
Männchen von Arctosa laminata

Die Wühlwölfe sind meist mittelgroße bis große Wolfspinnen mit einer Körperlänge je nach Art von etwa 4,5 bis 16 Millimetern. Meist weisen sie eine kryptische Färbung auf, die der Tarnung dient. Der Sexualdimorphismus (Unterschied der Geschlechter) ist bei den Arten dieser Gattung anders als bei vielen anderen Spinnen eher schwach ausgeprägt.
Von anderen Vertretern dieser Familie unterscheiden sich die Wühlwölfe besonders durch ein Fehlen des bei anderen Wolfspinnen meist vorhandenen Medianbandes sowie der V-förmigen Zeichnung auf dem Carapax (Rückenschild des Prosomas, bzw. Vorderkörpers). Überdies ist der Carapax bei den Wühlwölfen eher in die Breite gehend und abgeflacht. Ferner weist der Carapax eine gleichmäßige Höhe zwischen der vorderen Augenreihe und der Fovea (Apodem) auf. Der Carapax der Wühlwölfe ist fast oder gänzlich kahl. Seine Färbung reicht je nach Art von gelb über cremefarben meliert oder gänzlich grau bis hin zu braun. Ein weiteres besonderes Merkmal der Gattung ist auch die Augenstellung: Die vorderen Mittelaugen sind größer als die vorderen Lateralaugen und die vordere Augenreihe verläuft gerade oder nach hinten gebogen. Die hinteren vier Augen sind in Trapezform angeordnet, wobei die hinten liegenden Augen weiter voneinander entfernt sind als die vorderen. Die Cheliceren (Kieferklauen) verfügen bei den Arten der Wühlwölfe auf der Innenseite je über eine Zähnung, bestehend aus drei oder vier Zähnen.
Die Beine der Wühlwölfe sind für gewöhnlich robust gebaut und erscheinen zumeist blass. Sie verfügen nicht selten über dunkle Ringelungen oder Flecken. Die Tibien (Schienen) des dritten Beinpaares sind dorsal mit zwei sehr kleinen Setae (Haare) oder nur mit einer und einer basalen Borste und dann ein bis drei retrolateralen Setae versehen. Die Trochanter (Schenkelringe) haben normalerweise tiefe Einkerbungen auf der ventralen Oberfläche.
Das Opisthosoma (Hinterleib) ist bei den Wühlwölfen meist blass und fleckig und ähnelt somit hinsichtlich seiner Farbgebung dem Prosoma.

### Aufbau der Geschlechtsorgane

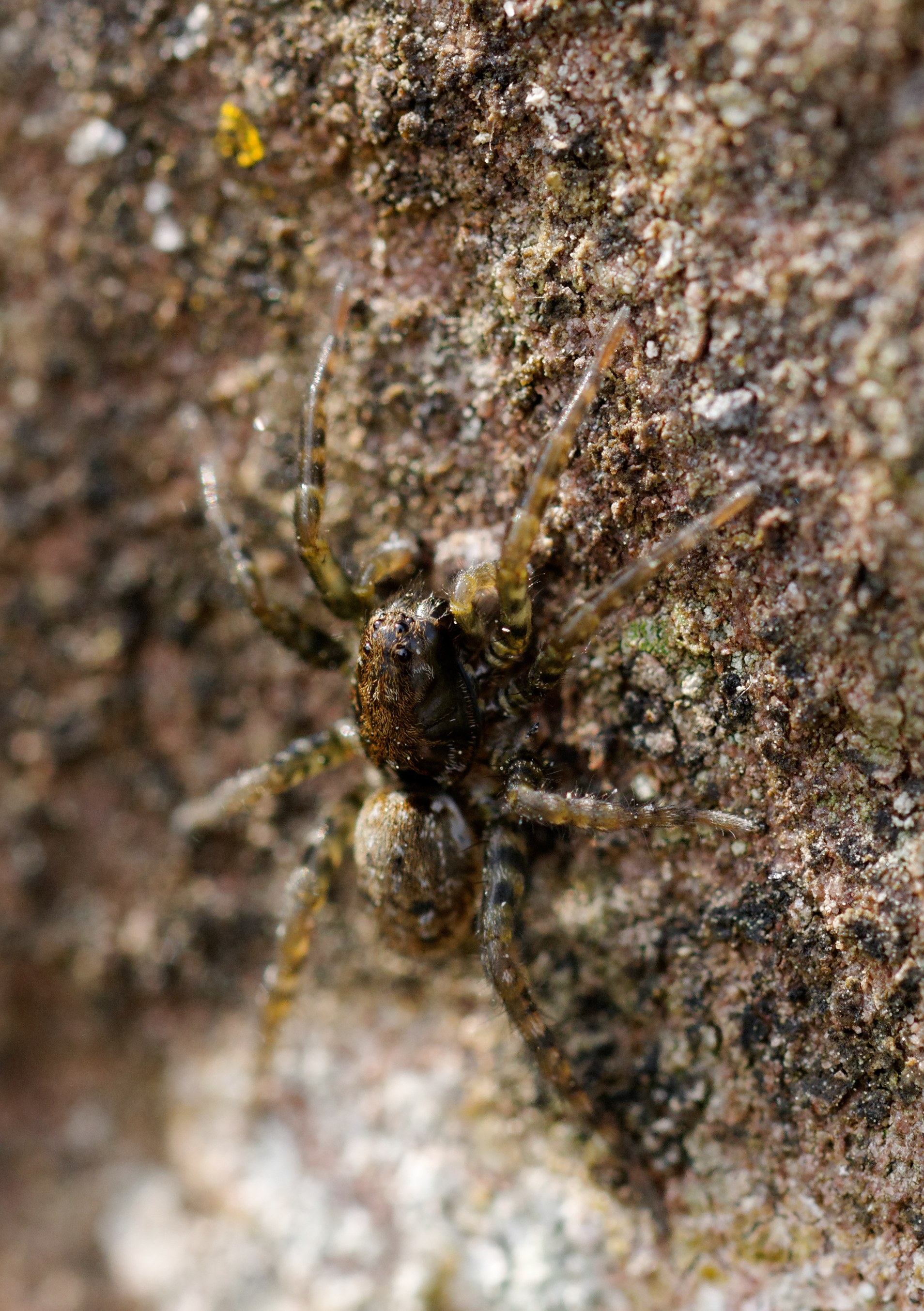
Männlicher Wühlwolf mit gut sichtbaren Bulbi

Die Bulbi (männliche Geschlechtsorgane) verfügen bei den Wühlwölfen über eine recht auffällige Terminalapophyse (chitinisierter Fortsatz), die in zwei Teile oder in einen Teil mit zwei unterschiedlichen Formen und Sklerotisierungsgraden gegliedert ist. Die Emboli (Endglieder der Bulbi) sind von gerader oder gebogener Form, sie werden größtenteils durch eine mediane Apophyse von der Ventralseite her verborgen. Diese Medianapophyse ist sklerotisiert (mit Chitin verhärtet), länglich geformt und auffällig gerillt oder auf der distalen oder dorsalen Oberfläche ausgehöhlt. Dadurch ist sie ein Teil des funktionellen Leiters. Die Emboli verfügen außerdem über eine ausgedehnte Pars pendula, die sich bis zur Spitze erstreckt. Das Tegulum (vorletzter Teil der Bulbi) hat einen retrolateralen Vorsprung, der eine kleine und weiche Fläche und häufig einen kleinen, transparenten, becherförmigen oder einen prominenten, sklerotisierten Prozess aufweist, der ebenfalls Teil des Leiters ist.
Die Epigyne (weibliches Geschlechtsorgan) ist bei den Arten der Gattung vergleichsweise klein und einfach aufgebaut. Sie besitzt außerdem für gewöhnlich ein auffälliges Atrium, geteilt durch das mittlere Septum, das keine Haube aufweist. Die Kopulationsöffnungen befinden sich an den Seiten des schlanken Teils des Medianseptums. Die Kopulationsschläuche sind schlank bis dick und fallen eher kurz aus. Sie sind oft gebogen oder gewunden und weisen manchmal auffällige spermathekenartigen Organe an den Seitenrändern auf. Die Spermathek (Samentasche) hat einen bauchigen Umriss und keine Vorsprünge.

### Gattungen mit ähnlichen Arten

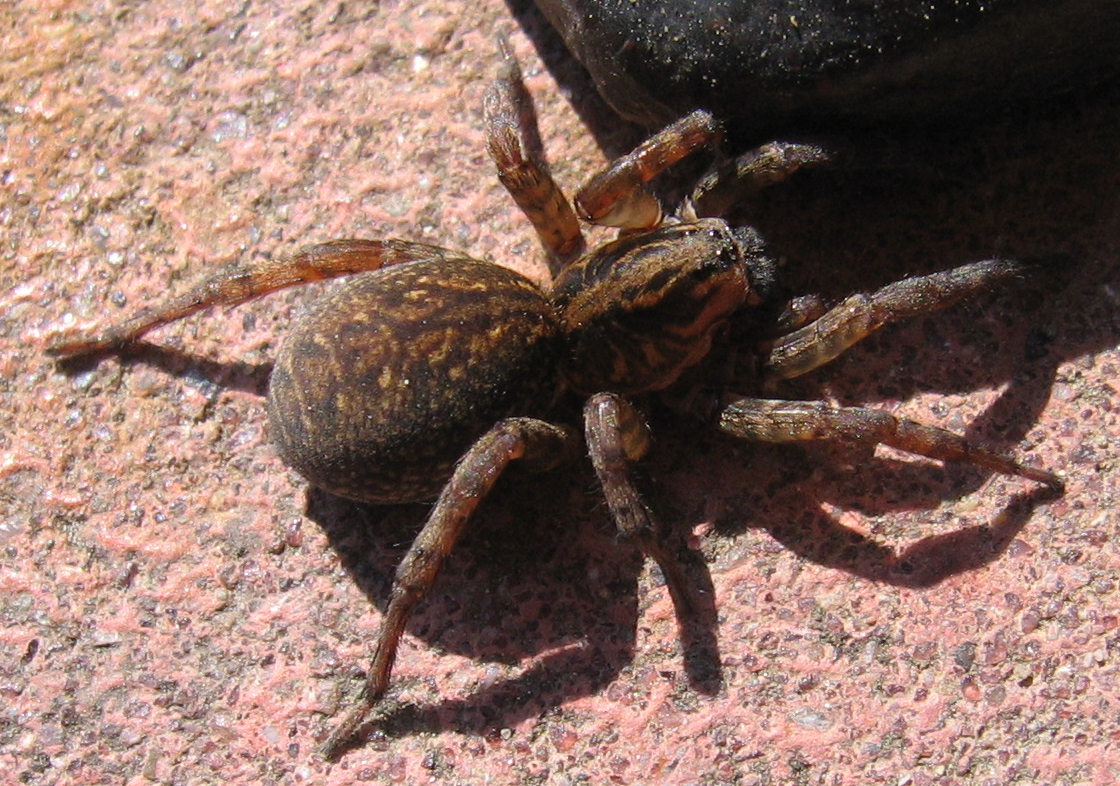
Weibchen der Erdwolfspinne (Trochosa terricola)

Die Wühlwölfe sind durch ihre für Wolfspinnen markanten Merkmale kaum mit anderen Vertretern dieser Familie zu verwechseln. Teilweise ähnliche Arten sind mitunter in den Gattungen Allocosa, den Nachtwölfen (Trochosa) und Varacosa zu finden. Die Arten der Nachtwölfe, etwa die paläarktische Erdwolfspinne (Trochosa terricola) sind allerdings anders als die Wühlwölfe kurzbeinig und stämmig gebaut. Außerdem weist die Erdwolfspinne auf dem Carapax dunkle Linierungen auf, hingegen ist jener der Wühlwölfe zumeist ohne Zeichnung. Die Erdwolfspinne bewohnt überdies anders als die meisten Wühlwölfe Waldränder.
Manche Vertreter der Gattung Varacosa, etwa die in Südkalifornien vertretene Art V. gosiuta, ähneln den Wühlwölfen schon etwas mehr, so hat V. gosiuta etwa eine gelbliche Grundfärbung und einen  Carapax ohne Zeichnung. Deutlich mehr Ähnlichkeiten zu den Wühlwölfen zeigt aber die zur Gattung Allocosa zählende und von Südkalifornien bis in das nördliche Oregon verbreitete Art A. subparva, die einen dunklen und glänzenden Carapax sowie ein mit graubraunen und gelben Farbtönen gesprenkeltes Opisthosoma aufweist.

## Vorkommen

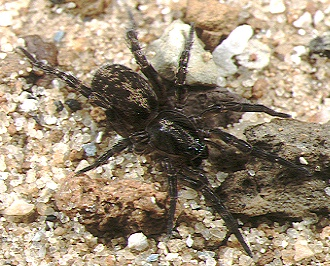
Weibchen von Arctosa ipsa, einer ostasiatischen Art.

Die Wühlwölfe sind mit Ausnahme der Polargebiete weltweit verbreitet. Die Mehrheit der Arten ist in der Alten Welt und dabei besonders in Afrika und Asien vertreten, obgleich kaum Arten in Südostasien vorkommen. In Europa sind 18 Arten der Wühlwölfe vorhanden. Auch sind viele Arten der Gattung in Mittel- und Südamerika verbreitet. Hingegen sind die Wühlwölfe mit vergleichsweise wenigen Arten in Nordamerika vertreten.

### Arten im deutschsprachigen Raum

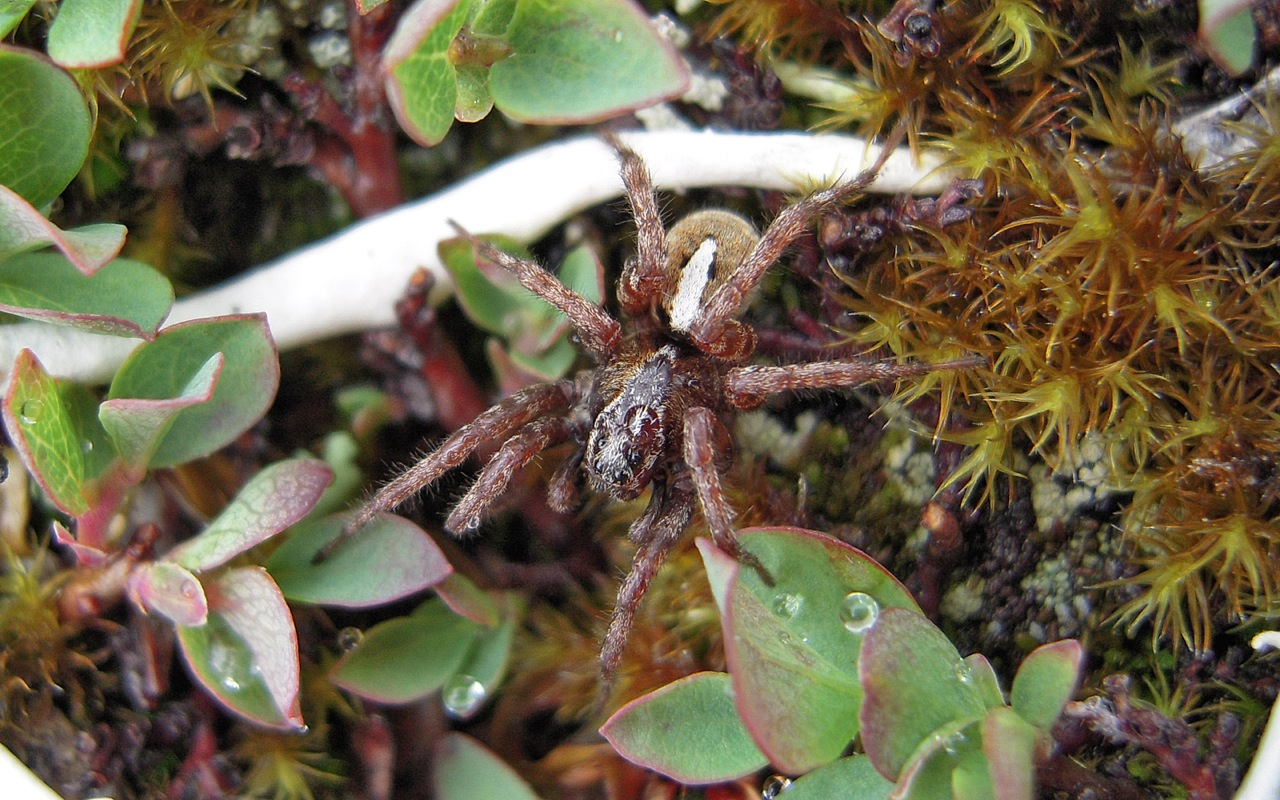
Männchen des Alpenwühlwolfs (Arctosa alpigena), einem der auch im deutschsprachigen Raum vorkommenden Wühlwölfe.

Von den Europäischen Arten sind 11 in Deutschland, Österreich und im deutschsprachigen Gebiet der Schweiz vertreten, obgleich in den südlicheren Teilen dieses Landes noch weitere Arten hinzukommen. Die im deutschsprachigen Raum aller drei zuvor genannten Länder vorkommenden Arten sind folgende:
- Alpenwühlwolf (A. alpigena) und die Unterart Hochmoorwühlwolf (A. a. lamperti)
- Flussuferwolfspinne (A. cinerea)
- Großer Steppenwühlwolf (A. figurata)
- Leoparden-Wühlwolf (A. leopardus)
- Kleiner Steppenwühlwolf (A. lutetiana)
- Gefleckter Wühlwolf (A. maculata)
- Arctosa personata
- Bunter Sandwühlwolf (A. perita)
- Arctosa renidescens
- Stämmiger Wühlwolf (A. stigmosa)
- Arctosa variana

### Lebensräume

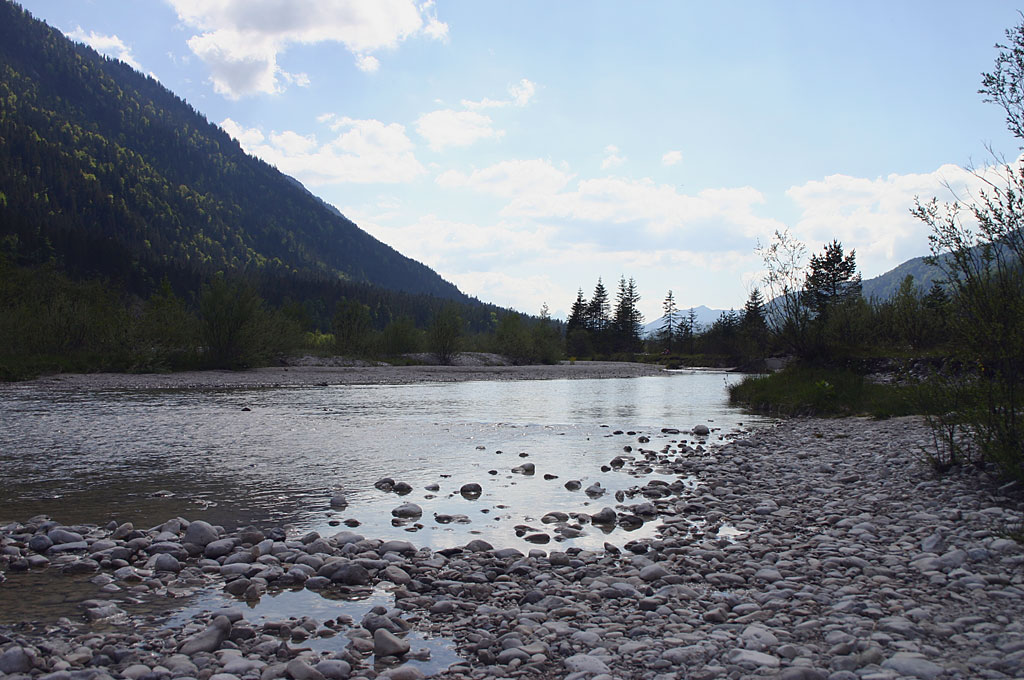
Oft werden Kiesbänke wie diese bei der Isar im Landkreis Bad Tölz-Wolfratshausen (Bayern) von verschiedenen Wühlwölfen bewohnt.

Die Wühlwölfe bewohnen vorwiegend sandige und feuchte Lebensräume, seltener auch Moore. Die Ansprüche an Lebensräume können bei den verschiedenen Arten unterschiedlich ausfallen, was bei einigen Arten auch bedingt durch die Gebundenheit an bestimmte Feuchtgebiete zur Bedrohung einzelner Populationen geführt hat, nachdem ihre Biotope trockengelegt oder reguliert wurden (s. Abschnitt „Bedrohung und Schutz“).
Die Flussuferwolfspinne (A. cinerea) etwa bewohnt ausschließlich steinige und kiesige Flussufer, der Gefleckte Wühlwolf (A. maculata) sowohl kiesige als auch sandige. Der Bunte Sandwühlwolf kommt auch in sandigen Lebensräume fernab von Gewässern vor, obgleich auch er die Nähe von diesen bevorzugt. Der Alpenwühlwolf (A. alpigena) z. B. lebt in Kontrast zu den drei zuvor genannten Arten in Grasheiden, dabei bevorzugt in solchen in den Zentralalpen.

### Bedrohung und Schutz

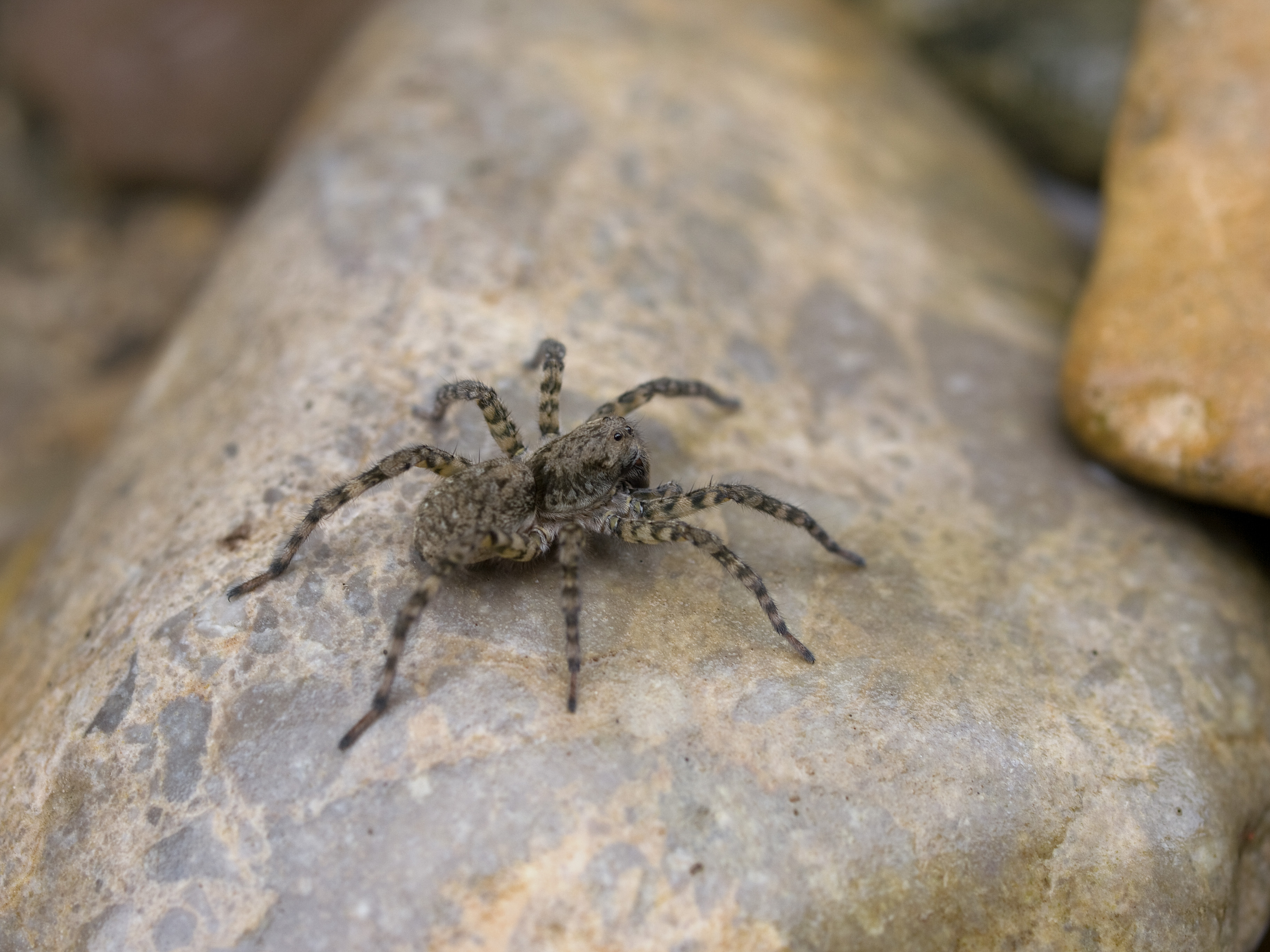
Der Gefleckte Wühlwolf (A. maculata) ist eine der bedrohten Arten der Gattung.

Bedingt durch die Gebundenheit einiger Arten an ihre Lebensräume sowie stark fragmentierter Verbreitungsgebiete sind diese nicht unbeachtlichen Gefährdungsrisiken ausgesetzt. Dies trifft besonders auf die Arten zu, die sandige und/oder kiesige Flussufer bewohnen, da besonders bei diesen Habitaten Rückgänge zu verzeichnen sind. Davon betroffen sind der Gefleckte Wühlwolf (A. maculata) und besonders die Flussuferwolfspinne (A. cinerea) sowie der Stämmige Wühlwolf (A. stigmosa). Beide letztgenannten Arten werden in der Roten Liste gefährdeter Arten Tiere, Pflanzen und Pilze Deutschlands in der Kategorie 2 („stark gefährdet“) geführt, während der Gefleckte Wühlwolf in der Kategorie 3 („gefährdet“) verzeichnet ist.
Mit dem Alpenwühlwolf (A. alpigena) einschließlich der Unterart Hochmoorwühlwolf (A. a. lamperti) und dem Großen Steppenwühlwolf (A. figurata) sind auch Vertreter der Gattung bedroht, die spezielle Habitate abseits von Gewässern bevorzugen. Der Alpenwühlwolf wird in der Roten Liste gefährdeter Arten Tiere, Pflanzen und Pilze Deutschlands in die Kategorie R („extrem selten“) gelistet, da über diese seltene Art keine genauen Analysen existieren. Der Hochmoorwühlwolf wird in der Kategorie 2 geführt, während der Große Steppenwühlwolf in der Kategorie 3 erfasst wird.
Weniger bedroht sind Arten, die eine geringere Bindung an spezifische Lebensräume und auch ein größeres Verbreitungsgebiet haben. Dazu zählen der Kleine Steppenwühlwolf (A. lutetiana), der Leoparden-Wühlwolf (A. leopardus) und der Bunte Sandwühlwolf (A. perita). Während der Bunte Sandwühlwolf in der Roten Liste gefährdeter Arten Tiere, Pflanzen und Pilze Deutschlands in der Vorwarnliste („V“) geführt wird, werden der Kleine Steppenwühlwolf und der Leoparden-Wühlwolf als „ungefährdet“ eingestuft.

## Lebensweise

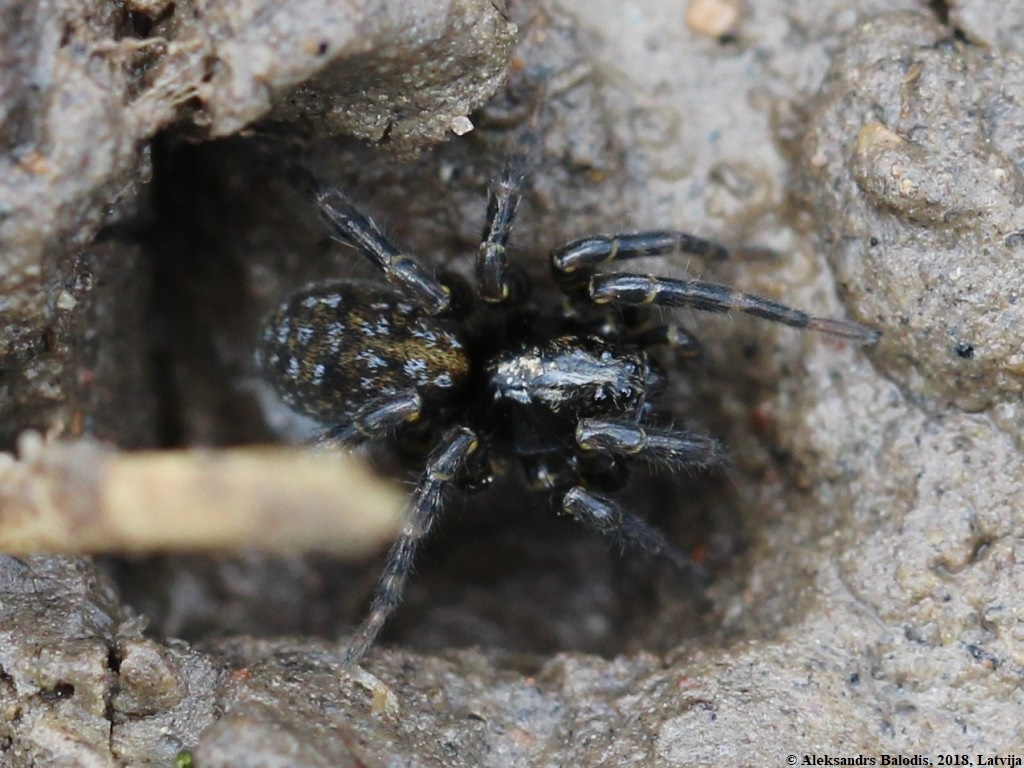
Weibchen des Leoparden-Wühlwolfs (A. leopardus) in seinem Unterschlupf.

Die Arten der Wühlwölfe zählen wie andere größere Wolfspinnen zu den Vertretern der Familie, die Wohnröhren graben und diese mit Gespinsten auskleiden. Ausnahmen dabei sind beispielsweise der Leoparden-Wühlwolf (A. leopardus) und der Gefleckte Wühlwolf (A. maculata). Die Mehrheit der Arten ist überwiegend nachtaktiv.

### Jagdverhalten und Beutefang

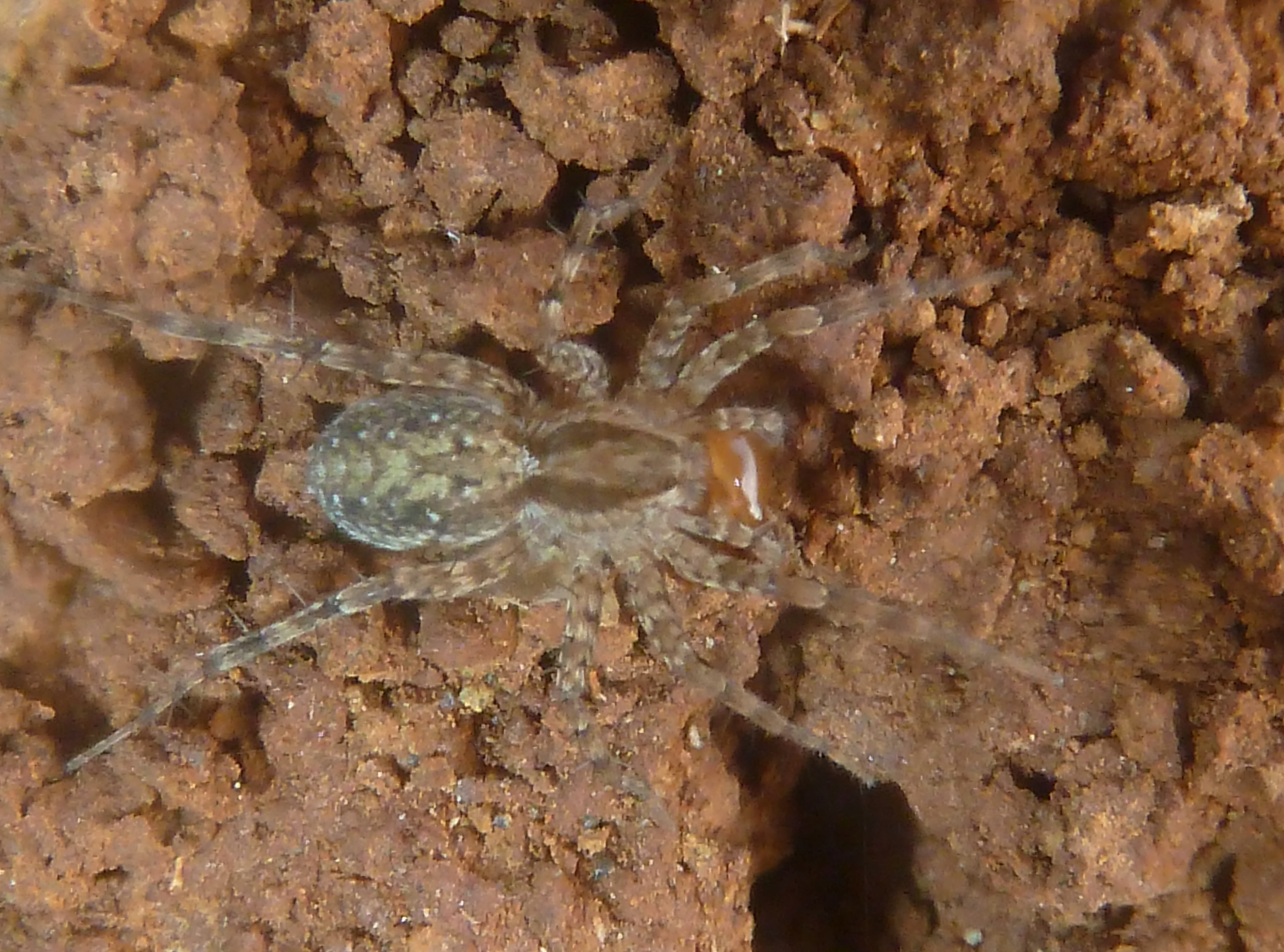
Weiblicher Wühlwolf mit erbeuteter Termite der Art Odontotermes badius

Die Arten der Wühlwölfe leben wie fast alle Spinnen räuberisch und jagen wie die Mehrheit der Wolfspinnen ohne Fangnetz und demzufolge freilaufend. Dabei werden die gut entwickelten Augen der Spinnen zur genauen Ortung der Beutetiere genutzt. Diese werden dann, sobald sie in Reichweite des Jägers gelangen, von diesem angesprungen und dann mit Giftbiss durch die Cheliceren überwältigt.
In das Beuteschema der Wühlwölfe fallen Gliederfüßer, die die eigenen Dimensionen der Spinnen nicht überschreiten.

### Lebenszyklus
Der Lebenszyklus der Wühlwölfe gliedert sich in mehrere Etappen und ist bei den in den gemäßigten Klimazonen verbreiteten Arten zumeist von den Jahreszeiten abhängig.

#### Phänologie
Bei den in den gemäßigten Klimazonen verbreiteten Arten der Wühlwölfe kommt es zu jahreszeitlich schwankenden Aktivitätszeiten. Das Auftreten sowohl der Jungtiere als auch von der ausgewachsenen Exemplare variiert je nach Art innerhalb eines Jahres und ist gelegentlich auch bei den beiden Geschlechtern unterschiedlich. Dabei sind die adulten Spinnen der Gattung vornehmlich in der warmen Jahreszeit aktiv.

#### Balz und Paarung
Das Fortpflanzungsverhalten der Wühlwölfe entspricht dem anderer Wolfspinnen. Auch die Männchen der Wühlwölfe suchen die Verstecke der Weibchen mithilfe von arteigenen Pheromonen (Botenstoffe) auf und vollführen einen für Wolfspinnen charakteristischen Balztanz.
Signalisiert das Weibchen Paarungswilligkeit, führt das Männchen wie für Spinnen üblich seine Bulbi abwechselnd in die Epigyne seiner Geschlechtspartnerin ein. Die Dauer der Paarung kann je nach Art unterschiedlich ausfallen.

#### Eiablage und Heranwachsen der Jungtiere

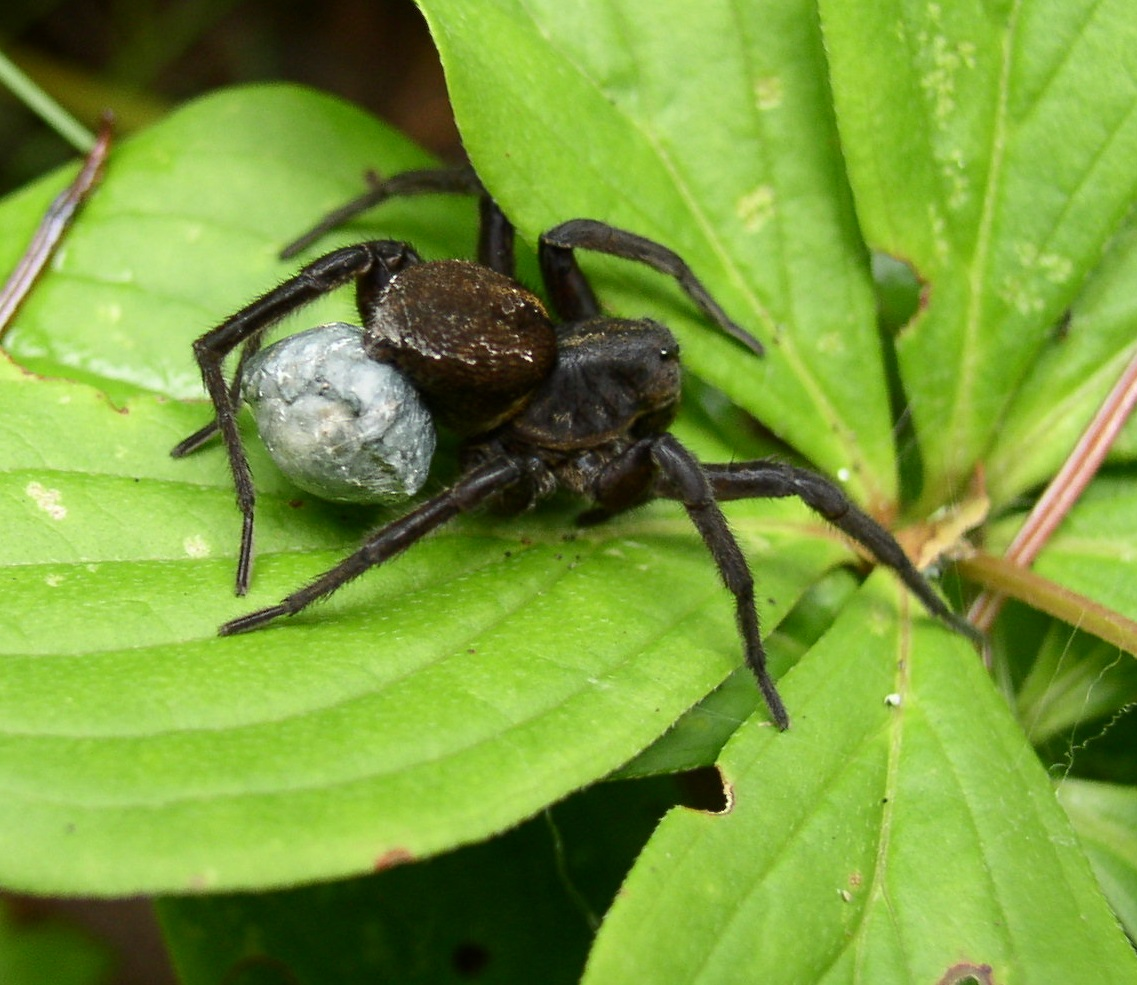
Weibchen von Arctosa raptor mit Eikokon außerhalb seines Unterschlupfes.

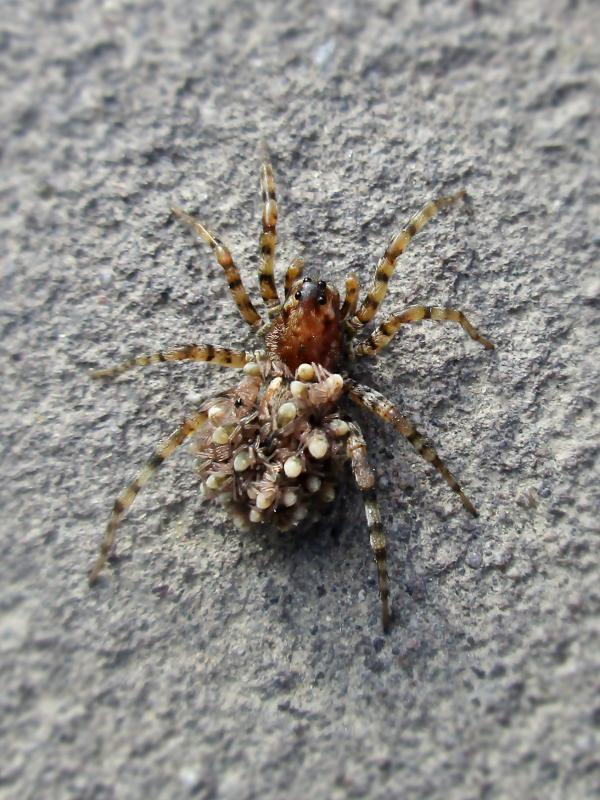
Weibchen des Bunten Sandwühlwolfs (A. perita) mit Jungtieren.

Einige Zeit nach der Paarung fertigt das Weibchen einen Eikokon an, der ebenfalls wie bei anderen Wolfspinnen an den Spinnwarzen angeheftet wird, aber im Gegensatz zu anderen Vertretern dieser Familie kaum herumgetragen, sondern fast ausschließlich im Unterschlupf bewacht wird.
Die Jungtiere klettern nach dem Schlupf auf das Opisthosoma ihrer Mutter und lassen sich von dieser für einige Zeit tragen, ehe sie sich von ihrer Mutter trennen und selbstständig heranwachsen. Die Jungtiere der Arten, die in den gemäßigten Klimazonen vorkommen, überwintern in ihren Unterschlüpfen und erlangen ihre Geschlechtsreife im Folgejahr.

## Systematik
Die Gattung der Wühlwölfe wurde 1847 von Carl Ludwig Koch erstbeschrieben und umfasst nach dem Stand von Juni 2020 169 gültig beschriebene Arten einschließlich Unterarten. Die Typusart der Gattung ist die Flussuferwolfspinne (A. cinerea).
Nicht wenige Arten der Gattung waren zuvor anderen Gattungen zugehörig und wurden später zu den Wühlwölfen transferiert. Ebenso wurden auch 17 Arten der Wühlwölfe ausgegliedert und in andere Gattungen aus der Familie der Wolfspinnen gestellt. Insgesamt 30 Arten wurden mit anderen synonymisiert und verloren somit ihren eigenen Artstatus.

### Nicht anerkannte Arten
Drei Arten der Gattung sowie eine Unterart der Flussuferwolfspinne (A. cinerea) gelten heute als Nomina dubia. Bei diesen handelt es sich um folgende:
- Arctosa cinerea obscura (Franganillo, 1913)
- Arctosa misella (L. Koch, 1882)
- Arctosa picturella (Strand, 1906)
- Arctosa schweinfurthi (Strand, 1906)

### Synonymisierte Gattungen
Folgende neun Gattungen der Wolfspinnen wurden außerdem mit den Wühlwölfen mittlerweile synonymisiert. Diese sind:
- Alopecosella (Roewer, 1960), 2012 synonymisiert durch Bosmans & Van Keer
- Arctosella (Roewer, 1960), 1966 synonymisiert durch Lugetti & Tongiorgi & 1965 durch Guy
- Arkalosula (Roewer, 1960) 1983 synonymisiert durch Dondale & Redner
- Bonacosa (Roewer, 1960) 1984 synonymisiert durch Wunderlich
- Leaena (Simon, 1885) 1965 synonymisiert durch Lugetti & Tongiorgi
- Leaenella (Roewer, 1960) 1984 synonymisiert durch Wunderlich
- Tetrarctosa (Roewer, 1960) 1963 synonymisiert durch Lugetti & Tongiorgi
- Tricca (Simon, 1889) 1963 synonymisiert durch Dondale & Redner
- Triccosta (Roewer, 1960) 1963 synonymisiert durch Braun